# ماساشي موتوياما
ماساشي موتوياما (باليابانية: 本山雅志؛ بالكانا: モトヤマ マサシ)، من مواليد 20 يونيو 1979 في فوكوكا في اليابان، لاعب كرة قدم ياباني.
يلعب مع نادي كاشيما إنتلرز.
كان يلعب مع منتخب اليابان لكرة القدم بين عامي 2000 و2006.

## روابط خارجية
- ماساشي موتوياما على موقع الاتحاد الدولي (مؤرشف)  (الإنجليزية)
- ماساشي موتوياما على موقع رابطة كرة القدم اليابانية للمحترفين (اليابانية)
- ماساشي موتوياما على موقع قاعدة بيانات كرة القدم.إي يو (الإنجليزية)
- ماساشي موتوياما على موقع ناشيونال فوتبول تيمز (الإنجليزية)
- ماساشي موتوياما على موقع Soccerway.com (الإنجليزية)
- ماساشي موتوياما على موقع عالم كرة القدم.نت (الإنجليزية)
- ماساشي موتوياما على موقع كووورة
- ماساشي موتوياما على موقع أوليمبيديا (الإنجليزية)